# Papuanticlea subcaesia
Papuanticlea subcaesia är en fjärilsart som beskrevs av W. Warren 1903. Papuanticlea subcaesia ingår i släktet Papuanticlea och familjen mätare. Inga underarter finns listade i Catalogue of Life.